# Висковатов, Константин Александрович
Константин Александрович Висковатов (1837—1906) — российский чиновник, управляющий архивом Государственного совета.

## Биография
Родился 20 февраля 1837 года[по какому календарю?] в семье военного историка генерал-майора Александра Васильевича Висковатова.
В 1857 году окончил Александровский лицей и 28 декабря поступил на службу. С 1 января 1869 года — действительный статский советник. Был помощником статс-секретаря Государственного совета.
В 1879 году вышел в отставку.
Сотрудничал в журнале «Морской Сборник».
Умер в Вырице 1 (14) ноября 1906 года. Похоронен на Волковском лютеранском кладбище.

## Семья
В первом браке (с 10 октября 1860 года) с дочерью библиотекаря Генриеттой Эдуардовной Мюральт имел сына Александра (18.03.1862—?), который был прокурором Омской судебной палат, тайный советник.
В 1868 году он второй раз женился, на Елизавете Яковлевне Кульневой (1848—?), сестре профессора С. Я. Кульнева.
В третий раз К. А. Висковатов был в браке с Генриеттой Николаевной Гедда. В 1886 году у него родились близнецы Константин и Вера, в 1889 году — Фёдор, в 1891 году — Иван.